# در پشت جبهه (فیلم)
«در پشت جبهه» (انگلیسی: Behind the Front (film)) یک فیلم به کارگردانی ای ادوارد سادرلند است که در سال ۱۹۲۶ منتشر شد.

## بازیگران
- والاس بیری
- ریموند هاتون
- ماری برایان
- ریچارد آرلن
- چستر کانکلین
- گرترود آستور
- جری مندی
- چارلز سالیوان